# Ethiopië op de Olympische Zomerspelen 1960
Ethiopië nam deel aan de Olympische Zomerspelen 1960 in Rome, Italië. Abebe Bikila won de allereerste medaille voor Ethiopië door de marathon te winnen.

## Medailleoverzicht
| Sport    | Olympiër     | Discipline   | Medaille |
| -------- | ------------ | ------------ | -------- |
| Atletiek | Abebe Bikila | marathon (m) | Goud     |

## Deelnemers en resultaten per onderdeel

### Atletiek
| Olympiër      | Discipline   | Resultaat | Prestatie                 |
| ------------- | ------------ | --------- | ------------------------- |
| Roba Negousse | 100m (m)     | 55e       | serie 3: 7de in 11,3      |
| Moussa Said   | 400m (m)     | 32e       | serie 9: 5de in 48,2      |
| Moussa Said   | 800m (m)     | 29e       | serie 2: 6de in 1.50,49   |
| Mohamed Saïd  | 5000m (m)    | 32e       | serie 1: 8ste in 14.41,22 |
| Mohamed Saïd  | 10000m (m)   | DNF       | niet gefinisht            |
| Abebe Bikila  | marathon (m) | Goud      | 2:15.16,2                 |
| Gabrou Merawi | marathon (m) | 7e        | 2:21.09,4                 |

### Wielersport
| Olympiër                                                        | Discipline         | Resultaat | Prestatie      |
| --------------------------------------------------------------- | ------------------ | --------- | -------------- |
| Megra Admassou                                                  | wegwedstrijd (m)   | DNF       | niet gefinisht |
| Kouflu Alazar                                                   | wegwedstrijd (m)   | DNF       | niet gefinisht |
| Guremu Demboba                                                  | wegwedstrijd (m)   | DNF       | niet gefinisht |
| Amousse Tessema                                                 | wegwedstrijd (m)   | DNF       | niet gefinisht |
| Guremu Demboba Kouflu Alazar Amousse Tessema Negousse Mengistou | ploegentijdrit (m) | 28e       | 2:38.34,08     |

Afghanistan · Argentinië · Australië · Bahama's · België · Bermuda · Birma · Brazilië · Brits-Guiana · Bulgarije · Canada · Ceylon · Chili · Colombia · Cuba · Denemarken · Duits eenheidsteam · Ethiopië · Fiji · Filipijnen · Finland · Frankrijk · Ghana · Griekenland · Groot-Brittannië · Haïti · Hongarije · Hongkong · Ierland · IJsland · India · Indonesië · Irak · Iran · Israël · Italië · Japan · Joegoslavië · Kenia · Libanon · Liberia · Liechtenstein · Luxemburg · Malakka · Malta · Marokko · Mexico · Monaco · Nederland · Nederlandse Antillen · Nieuw-Zeeland · Nigeria · Noorwegen · Oeganda · Oostenrijk · Pakistan · Panama · Peru · Polen · Portugal · Puerto Rico · Roemenië · San Marino · Singapore · Soedan · Sovjet-Unie · Spanje · Suriname · Taiwan · Thailand · Tsjecho-Slowakije · Tunesië · Turkije · Uruguay · Venezuela · Verenigde Arabische Republiek · Verenigde Staten · Vietnam · West-Indische Federatie · Zuid-Afrika · Zuid-Korea · Zuid-Rhodesië · Zweden · Zwitserland